# Melanophryniscus admirabilis
Melanophryniscus admirabilis és una espècie de granotes de la família Bufonidae. És endèmica del Brasil.